# Giuseppe Vicino
Pour les articles homonymes, voir Vicino.
Giuseppe Vicino, né le 26 février 1993 à Naples, est un rameur italien.

## Palmarès

### Jeux Olympiques
- 2016 à Rio de Janeiro,  Brésil
  -  Médaille de bronze en quatre sans barreur
- 2020 à Tokyo,  Japon
  -  Médaille de bronze en quatre sans barreur

### Championnats du monde
- 2015 à Aiguebelette-le-Lac,  France
  -  Médaille d'or en quatre sans barreur.
- 2017 à Sarasota,  États-Unis
  -  Médaille d'or en deux sans barreur.

### Championnats d'Europe
- 2014 à Belgrade,  Serbie
  -  Médaille de bronze en quatre sans barreur.
- 2017 à Račice,  Tchéquie
  -  Médaille d'or en deux sans barreur.
- 2020 à Poznań,  Pologne
  -  Médaille de bronze en deux sans barreur.
- 2021 à Varèse,  Italie
  -  Médaille d'argent en deux sans barreur.